# EPrix de Daria de 2019
O ePrix de Daria de 2019 foram duas corridas realizadas nos dias 22 e 23 de novembro de 2019, sendo a primeira e segunda etapas do campeonato de 2019 da Fórmula E, categoria de monopostos totalmente elétricos regulada pela Federação Internacional de Automobilismo (FIA). Foi realizada no Circuito Urbano de Riade, na cidade de Daria, localizada a noroeste de Riade, capital da Arábia Saudita.

## Primeira corrida

### Qualificação
| Sorteio dos grupos | Sorteio dos grupos | Sorteio dos grupos | Sorteio dos grupos | Sorteio dos grupos | Sorteio dos grupos | Sorteio dos grupos |
| ------------------ | ------------------ | ------------------ | ------------------ | ------------------ | ------------------ | ------------------ |
| Grupo 1            | JEV (1)            | BUE (2)            | DIG (3)            | FRI (4)            | EVA (5)            | DAC (6)            |
| Grupo 2            | ABT (7)            | LOT (8)            | BIR (9)            | ROW (10)           | DAM (11)           | WEH (12)           |
| Grupo 3            | SIM (13)           | MOR (14)           | MAS (15)           | VAN (16)           | GUE (17)           | TUR (20)           |
| Grupo 4            | HAR (–)            | MUL (–)            | DEV (–)            | JAN (–)            | CAL (–)            | QMA (–)            |

| Pos    | Nº | Piloto                 | Equipe           | FG       | SP       | Grid |
| ------ | -- | ---------------------- | ---------------- | -------- | -------- | ---- |
| 1      | 27 | Alexander Sims         | BMW i Andretti   | 1:15.255 | 1:14.563 | 1    |
| 2      | 5  | Stoffel Vandoorne      | Mercedes-Benz EQ | 1:15.151 | 1:14.839 | 2    |
| 3      | 17 | Nyck de Vries          | Mercedes-Benz EQ | 1:15.027 | 1:14.929 | 3    |
| 4      | 48 | Edoardo Mortara        | Venturi          | 1:15.254 | 1:15.131 | 4    |
| 5      | 2  | Sam Bird               | Virgin           | 1:14.946 | 1:15.350 | 5    |
| 6      | 64 | Jérôme d'Ambrosio      | Mahindra         | 1:15.273 | 1:15.539 | 6    |
| 7      | 36 | André Lotterer         | Porsche          | 1:15.518 | —        | 7    |
| 8      | 22 | Oliver Rowland         | Nissan e.dams    | 1:15.653 | —        | 8    |
| 9      | 28 | Maximilian Günther     | BMW i Andretti   | 1:15.680 | —        | 9    |
| 10     | 3  | Oliver Turvey          | NIO 333          | 1:16.018 | —        | 10   |
| 11     | 25 | Jean-Éric Vergne       | DS Techeetah     | 1:16.129 | —        | 11   |
| 12     | 4  | Robin Frijns           | Virgin           | 1:16.200 | —        | 12   |
| 13     | 94 | Pascal Wehrlein        | Mahindra         | 1:16.200 | —        | 13   |
| 14     | 23 | Sébastien Buemi        | Nissan e.dams    | 1:16.243 | —        | 14   |
| 15     | 66 | Daniel Abt             | Audi             | 1:16.264 | —        | 15   |
| 16     | 20 | Mitch Evans            | Jaguar           | 1:16.532 | —        | 16   |
| 17     | 19 | Felipe Massa           | Venturi          | 1:16.583 | —        | 17   |
| 18     | 6  | Brendon Hartley        | GEOX Dragon      | 1:17.074 | —        | 18   |
| 19     | 11 | Lucas di Grassi        | Audi             | 1:17.213 | —        | 19   |
| 20     | 18 | Neel Jani              | Porsche          | 1:17.745 | —        | 20   |
| 21     | 13 | António Félix da Costa | DS Techeetah     | 1:18.613 | —        | 21   |
| 22     | 33 | Ma Qing Hua            | NIO 333          | 1:21.701 | —        | 22   |
| DSQ    | 7  | Nico Müller            | GEOX Dragon      | 1:23.017 | —        | 231  |
| DSQ    | 51 | James Calado           | Jaguar           | 1:23.792 | —        | 241  |
| Fonte: |    |                        |                  |          |          |      |

Notas
- ↑1  – Nico Müller (GEOX Dragon) e James Calado (Jaguar) foram desqualificados da classificação por desrespeitarem as regras de parque fechado. Por decisão dos comissários, eles foram autorizados a largar na 24ª e 23ª posição, respectivamente.[7][8]

### Corrida
| Pos    | Nº | Piloto                 | Time             | Voltas | Tempo/Retirada | Grid | Pontos |
| ------ | -- | ---------------------- | ---------------- | ------ | -------------- | ---- | ------ |
| 1      | 2  | Sam Bird               | Virgin           | 34     | 46:17.371      | 5    | 25+1   |
| 2      | 36 | André Lotterer         | Porsche          | 34     | +1.319         | 7    | 18     |
| 3      | 5  | Stoffel Vandoorne      | Mercedes-Benz EQ | 34     | +1.672         | 2    | 15     |
| 4      | 22 | Oliver Rowland         | Nissan e.dams    | 34     | +1.944         | 8    | 12     |
| 5      | 4  | Robin Frijns           | Virgin           | 34     | +3.983         | 12   | 10     |
| 6      | 17 | Nyck de Vries          | Mercedes-Benz EQ | 34     | +4.560         | 3    | 8      |
| 7      | 48 | Edoardo Mortara        | Venturi          | 34     | +5.122         | 4    | 6      |
| 8      | 27 | Alexander Sims         | BMW i Andretti   | 34     | +5.715         | 1    | 4+3    |
| 9      | 64 | Jérôme d'Ambrosio      | Mahindra         | 34     | +6.628         | 6    | 2      |
| 10     | 20 | Mitch Evans            | Jaguar           | 34     | +7.048         | 16   | 1+1    |
| 11     | 94 | Pascal Wehrlein        | Mahindra         | 34     | +7.460         | 13   |        |
| 12     | 19 | Felipe Massa           | Venturi          | 34     | +8.166         | 17   |        |
| 13     | 11 | Lucas di Grassi        | Audi             | 34     | +8.404         | 19   |        |
| 14     | 13 | António Félix da Costa | DS Techeetah     | 34     | +8.853         | 21   |        |
| 15     | 3  | Oliver Turvey          | NIO 333          | 34     | +10.172        | 10   |        |
| 16     | 51 | James Calado           | Jaguar           | 34     | +11.572        | 24   |        |
| 17     | 18 | Neel Jani              | Porsche          | 34     | +15.429        | 20   |        |
| 18     | 28 | Maximilian Günther     | BMW i Andretti   | 34     | +25.662        | 8    |        |
| 19     | 6  | Brendon Hartley        | GEOX Dragon      | 34     | +52.2191       | 18   |        |
| 20     | 33 | Ma Qing Hua            | NIO 333          | 33     | +1 volta2      | 22   |        |
| Ret    | 66 | Daniel Abt             | Audi             | 29     | Acidente       | 15   |        |
| Ret    | 25 | Jean-Éric Vergne       | DS Techeetah     | 21     | Direção        | 11   |        |
| Ret    | 23 | Sébastien Buemi        | Nissan e.dams    | 3      | Técnicos       | 14   |        |
| NL     | 7  | Nico Müller            | GEOX Dragon      | 0      | Não largou     | 23   |        |
| Fonte: |    |                        |                  |        |                |      |        |

Notas
- ↑1  – Brendon Hartley (GEOX Dragon) recebeu uma punição de dez segundos por não cumprir o tempo completo de seu modo de ataque.[10]
- ↑2  – Ma Qing Hua (NIO 333) recebeu uma punição de 24 segundos por problemas com o pedal do acelerador.[11]

## Segunda corrida

### Qualificação
| Sorteio dos grupos | Sorteio dos grupos | Sorteio dos grupos | Sorteio dos grupos | Sorteio dos grupos | Sorteio dos grupos | Sorteio dos grupos |
| ------------------ | ------------------ | ------------------ | ------------------ | ------------------ | ------------------ | ------------------ |
| Grupo 1            | BIR (1)            | LOT (2)            | VAN (3)            | ROW (4)            | FRI (5)            | DEV (6)            |
| Grupo 2            | SIM (7)            | MOR (8)            | DAM (9)            | EVA (10)           | WEH (11)           | MAS (12)           |
| Grupo 3            | DIG (13)           | DAC (14)           | TUR (15)           | CAL (16)           | JAN (17)           | GUE (18)           |
| Grupo 4            | HAR (19)           | QMA (20)           | ABT (21)           | JEV (22)           | BUE (23)           | MUL (24)           |

| Pos    | Nº | Piloto                 | Equipe           | FG       | SP       | Grid |
| ------ | -- | ---------------------- | ---------------- | -------- | -------- | ---- |
| 1      | 27 | Alexander Sims         | BMW i Andretti   | 1:11.858 | 1:11.476 | 1    |
| 2      | 23 | Sébastien Buemi        | Nissan e.dams    | 1:11.774 | 1:11.696 | 2    |
| 3      | 11 | Lucas di Grassi        | Audi             | 1:11.939 | 1:11.784 | 3    |
| 4      | 64 | Jérôme d'Ambrosio      | Mahindra         | 1:11.835 | 1:12.093 | 4    |
| 5      | 13 | António Félix da Costa | DS Techeetah     | 1:11.418 | 1:14.134 | 5    |
| 6      | 20 | Mitch Evans            | Jaguar           | 1:11.972 | S/Tempo1 | 6    |
| 7      | 2  | Sam Bird               | Virgin           | 1:12.007 | —        | 7    |
| 8      | 48 | Edoardo Mortara        | Venturi          | 1:12.008 | —        | 8    |
| 9      | 28 | Maximilian Günther     | BMW i Andretti   | 1:12.051 | —        | 9    |
| 10     | 36 | André Lotterer         | Porsche          | 1:12.153 | —        | 10   |
| 11     | 25 | Jean-Éric Vergne       | DS Techeetah     | 1:12.327 | —        | 24   |
| 12     | 5  | Stoffel Vandoorne      | Mercedes-Benz EQ | 1:12.422 | —        | 11   |
| 13     | 4  | Robin Frijns           | Virgin           | 1:12.454 | —        | 12   |
| 14     | 94 | Pascal Wehrlein        | Mahindra         | 1:12.635 | —        | 13   |
| 15     | 66 | Daniel Abt             | Audi             | 1:12.642 | —        | 14   |
| 16     | 19 | Felipe Massa           | Venturi          | 1:12.656 | —        | 15   |
| 17     | 22 | Oliver Rowland         | Nissan e.dams    | 1:12.660 | —        | 16   |
| 18     | 3  | Oliver Turvey          | NIO 333          | 1:12.671 | —        | 17   |
| 19     | 18 | Neel Jani              | Porsche          | 1:12.732 | —        | 18   |
| 20     | 6  | Brendon Hartley        | GEOX Dragon      | 1:13.182 | —        | 19   |
| 21     | 33 | Ma Qing Hua            | NIO 333          | 1:13.205 | —        | 20   |
| 22     | 51 | James Calado           | Jaguar           | 1:13.430 | —        | 21   |
| 23     | 7  | Nico Müller            | GEOX Dragon      | 1:13.703 | —        | 22   |
| 24     | 17 | Nyck de Vries          | Mercedes-Benz EQ | 1:14.082 | —        | 23   |
| Fonte: |    |                        |                  |          |          |      |

Notas
- ↑1  – Mitch Evans (Jaguar) estava com o carro acima do peso na qualificação e seu tempo de volta foi deletado.[15]

### Corrida
| Pos.   | No. | Driver                 | Team             | Laps | Time/Retired   | Grid | Points |
| ------ | --- | ---------------------- | ---------------- | ---- | -------------- | ---- | ------ |
| 1      | 27  | Alexander Sims         | BMW i Andretti   | 30   | 46:48.327      | 1    | 25+3   |
| 2      | 11  | Lucas di Grassi        | Audi             | 30   | +2.817         | 3    | 18     |
| 3      | 5   | Stoffel Vandoorne      | Mercedes-Benz EQ | 30   | +3.581         | 12   | 15     |
| 4      | 48  | Edoardo Mortara        | Venturi          | 30   | +4.294         | 8    | 12     |
| 5      | 22  | Oliver Rowland         | Nissan e.dams    | 30   | +5.475         | 17   | 10     |
| 6      | 66  | Daniel Abt             | Audi             | 30   | +16.942        | 15   | 8      |
| 7      | 51  | James Calado           | Jaguar           | 30   | +17.221        | 22   | 6      |
| 8      | 25  | Jean-Éric Vergne       | DS Techeetah     | 30   | +19.394        | 24   | 4      |
| 9      | 6   | Brendon Hartley        | GEOX Dragon      | 30   | +20.702        | 20   | 2      |
| 10     | 13  | António Félix da Costa | DS Techeetah     | 30   | +22.634        | 21   | 1+1+1  |
| 11     | 28  | Maximilian Günther     | BMW i Andretti   | 30   | +25.3831       | 9    |        |
| 12     | 23  | Sébastien Buemi        | Nissan e.dams    | 30   | +26.2912       | 2    |        |
| 13     | 18  | Neel Jani              | Porsche          | 30   | +27.493        | 19   |        |
| 14     | 36  | André Lotterer         | Porsche          | 30   | +29.0461       | 10   |        |
| 15     | 94  | Pascal Wehrlein        | Mahindra         | 30   | +35.290        | 14   |        |
| 16     | 17  | Nyck de Vries          | Mercedes-Benz EQ | 30   | +36.3183       | 23   |        |
| 17     | 19  | Felipe Massa           | Venturi          | 30   | +45.7584       | 16   |        |
| 18     | 20  | Mitch Evans            | Jaguar           | 30   | +1:01.1051     | 6    |        |
| 19     | 33  | Ma Qing Hua            | NIO 333          | 30   | +1:28.1655     | 21   |        |
| Ret    | 7   | Nico Müller            | GEOX Dragon      | 28   | Acidente       | 23   |        |
| Ret    | 4   | Robin Frijns           | Virgin           | 18   | Acidente       | 13   |        |
| Ret    | 2   | Sam Bird               | Virgin           | 13   | Acidente       | 7    |        |
| NL     | 64  | Jérôme d'Ambrosio      | Mahindra         | 0    | Não largou     | 4    |        |
| DSQ6   | 3   | Oliver Turvey          | NIO 333          | 30   | Uso de energia | 4    |        |
| Fonte: |     |                        |                  |      |                |      |        |

Notas
- ↑1  – Maximilian Günther (BMW i Andretti), André Lotterer (Porsche) e Mitch Evans (Jaguar) receberam uma punição de 24 segundos por ultrapassar dois carros sob condições de safety car.[17][18][19]
- ↑2  – Sébastien Buemi (Nissan e.dams) recebeu uma punição de dez segundos por causar uma colisão com António Félix da Costa (DS Techeetah).[20]
- ↑3  – Nyck de Vries (Mercedes-Benz EQ) recebeu uma punição de cinco segundos por infringir regulamentos técnicos.[21] Ele recebeu uma segunda punição de 24 segundos por ultrapassar Oliver Turvey (NIO 333) sob condições de safety car.[22]
- ↑4  – Felipe Massa (Venturi) recebeu uma punição de 24 segundos por exceder a velocidade do pit lane.[23]
- ↑5  – Ma Qing Hua (NIO 333) recebeu uma punição de 24 segundos por causar uma colisão com Nico Müller (GEOX Dragon).[24] Ele recebeu uma segunda punição de 24 segundos por ultrapassar quatro carros sob condições de safety car.[25] Recebeu ainda uma terceira punição de cinco segundos por largar com a bateria apresentando menos de 97% de carga.[26]
- ↑6  – Oliver Turvey (NIO 333) foi desclassificado após utilizar 40,06 kWh de energia total, excedendo o limite de 40 kWh máximos.[27]

## Classificação do campeonato após a corrida
Apenas as cinco primeiras posições estão representadas.
| Pos | Piloto            | Pontos | Var |
| --- | ----------------- | ------ | --- |
| 1   | Alexander Sims    | 35     | 0   |
| 2   | Stoffel Vandoorne | 30     | 0   |
| 3   | Sam Bird          | 26     | 0   |
| 4   | Oliver Rowland    | 22     | 0   |
| 5   | Lucas Di Grassi   | 18     | 0   |

| Pos | Construtor                | Pontos | Var |
| --- | ------------------------- | ------ | --- |
| 1   | Mercedes-Benz EQ          | 38     | 0   |
| 2   | Envision Virgin Racing    | 36     | 0   |
| 3   | BMW i Andretti Motorsport | 35     | 0   |
| 4   | Audi Sport ABT Schaeffler | 26     | 0   |
| 5   | Nissan e.dams             | 22     | 0   |